# Glèisanòva d'Eissac
Gleisa Nueva d'Eissac (en francès Église-Neuve-d'Issac) és un municipi francès situat al departament de la Dordonya i a la regió de la Nova Aquitània.

## Demografia
| 1962                                       | 1968 | 1975 | 1982 | 1990 | 1999 | 2007 |
| ------------------------------------------ | ---- | ---- | ---- | ---- | ---- | ---- |
| 162                                        | 150  | 135  | 142  | 115  | 119  | 130  |
| Des de 1962: població sense dobles comptes |      |      |      |      |      |      |

## Administració
| Període   | Identitat            | Partit |
| --------- | -------------------- | ------ |
| 1983-1989 | Bernard Lesfargues   |        |
| 1989-2008 | Daniel Chauffaille   |        |
| 2008-     | Jean-Pierre Deffreix |        |